# Terroir

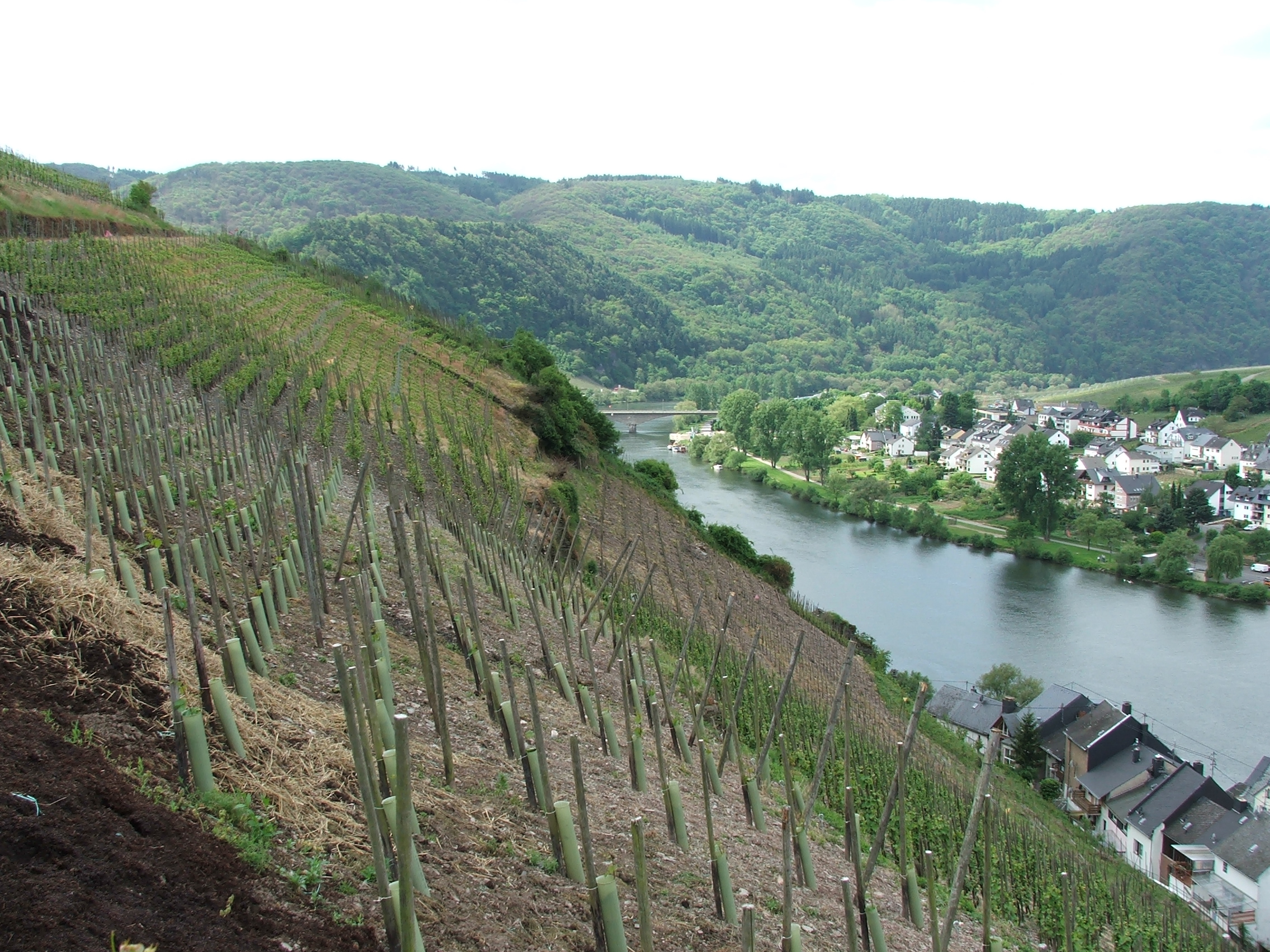
Panta abruptă, compoziția solului și influența râului Mosel din apropiere sunt aspecte unice ale terroir-ului acestei regiuni viticole germane.

Terroir este un termen de origine franceză (terre), derivat din latina populară (terratorium - pământ). Inițial aceasta înseamna o zonă limitată de teren considerat din punct de vedere al abilităților pentru agricultură, în special pentru producția de vin, dar și pentru ceai și cafea. Expresia se folosește ca un concept-umbrelă, care încorporează toate trăsăturile distincte ale unei anumite zone viticole, cu efect asupra gustului și calității vinului. În general este folosit pentru a descrie modul în care particularitățile regiunii respective – clima, solul, poziția geografică și tradiția – influențează vinul produs aici.